# 大布拉塔利夫西克
49°59′59″N 27°54′48″E / 49.99972°N 27.91333°E
大布拉塔利夫西克（烏克蘭語：Великобраталівське）是烏克蘭北部的村莊，隸屬日托米爾州的日托米爾區。該村始建於1930年，面積3.33平方公里，海拔高度266米，2001年人口34。